# Merrilliopanax membranifolius
Merrilliopanax membranifolius là một loài thực vật có hoa trong Họ Cuồng cuồng. Loài này được (W.W.Sm.) C.B.Shang mô tả khoa học đầu tiên năm 1983.